# محمد أشكناني (لاعب كرة سلة)
محمد أشكناني (5 فبراير 1984) هو لاعب كرة سلة كويتي مُحترف، مواليد الكويت، يلعب لصالح نادي كاظمة في دوري كرة السلة الكويتي، كما أنه عضو في منتخب الكويت لكرة السلة. شارك في بطولة آسيا لكرة السلة 2007 وبطولة آسيا لكرة السلة 2009.
في بطولة عام 2007، لعب لدقائق محدودة كبديل مع المنتخب الكويتي، الذي احتل المركز الـ15. أما في بطولة عام 2009، حصل على وقت لعب أطول، وحقق متوسط 14.2 نقطة و7 متابعات في كل مباراة، ليكون الأفضل في الفريق في كلا الفئتين، مما ساهم في تحسين ترتيب الكويت إلى المركز الـ11.

## روابط خارجية
- الملف الشخصي في realgm.com